# 原利比鹿
原利比鹿（Prolibytherium）是已滅絕的偶蹄動物，生存於中新世早期的非洲北部以及巴基斯坦，大約 16.9 至 15.97 百萬年前。
原利比鹿體長1.80（5英尺11英寸），身型大小與現今的霍加狓相近，然而原利比鹿具有十分明顯的兩性異形。雄性原利比鹿擁有像樹葉、闊達35（14英寸）的鹿角；而雌性則具有兩根尖細向後延伸的鹿角
。這鹿角可能是用來作為性顯示的，作用上更像鹿的鹿角。
有指原利比鹿是屬於長頸鹿科的基群成員。另外，亦有指牠們是非洲西瓦鹿的祖先。在這之後更一度被分類至古鹿科。基於2010年針對雌性原利比鹿顱骨的研究，牠現被認為是屬於梯角鹿科。